# MariaDB
MariaDB är en fortsatt utvecklad gren av MySQL-databasen. All programkod är fri (mestadels under GNU General Public License), i motsats till den numera Oracle-ägda MySQL där ny funktionalitet i hög utsträckning hålls proprietär.

Bakom MariaDB står de ursprungliga skaparna till MySQL, Michael Widenius, David Axmark och Allan Larsson. Den första testversionen släpptes 2009 och den första stabila (5.5.28a) kom den 29 november 2012.

## MariaDB Foundation
MariaDB Foundations mål är stöda kontinuitet och öppet samarbete i MariaDB-ekosystemet. Organisationen är grundad 2013. MariaDB Foundation har ansökt om status som icke vinstinriktad organisation i USA.
VD för MariaDB Foundation är Kaj Arnö sedan år 2019.

## MariaDB Corporation Ab
Till en början var utvecklingsverksamheten kring MariaDB helt baserad på öppen källkod och icke-kommersiell. För att bygga en global affärsverksamhet grundades företaget MariaDB Corporation Ab år 2010 av Patrik Backman, Ralf Wahlsten, Kaj Arnö, Max Mether, Ulf Sandberg, Mick Carney samt Michael "Monty" Widenius.
Till investerare i MariaDB Corporation Abs hör bland annat OpenOcean, Tesi, och Alibaba.
MariaDB Corporation Ab tillkännagav i februari 2022 sin avsikt att bli ett börsnoterat bolag på New York Stock Exchange (NYSE).